# Anan Khalaili
Anan Khalaili (Arabisch: عنان خلايلي, Hebreeuws: ענאן ח'לאילי) (Haifa, 3 september 2004) is een Israëlisch voetballer die sinds 2024 uitkomt voor Union Sint-Gillis.

## Clubcarrière
Khalaili genoot z'n jeugdopleiding bij Beitar Haifa, Maccabi Haifa en FC Neve Yosef. Laatstgenoemde huurde hem een seizoen van Maccabi Haifa. Op 2 februari 2022 maakte hij z'n officiële debuut in het eerste elftal van Maccabi Haifa: in de bekerwedstrijd tegen Hapoel Hadera (0-2-winst) mocht hij kort voor het uur invallen. Dat seizoen vertegenwoordigde hij de club ook in de UEFA Youth League. Een seizoen later kwam hij met de club uit in de groepsfase van de UEFA Youth League.
In het seizoen 2023/24 volgde de doorbraak van Khalaili in het eerste elftal. Op 11 juli 2023 maakte hij een goede start door als invaller de 0-4-eindscore vast te leggen in de Champions League-voorrondewedstrijd tegen Ħamrun Spartans. Elf dagen later deed hij hetzelfde in de Israëlische Supercup, waarin Maccabi Haifa aan het langste eind trok tegen Beitar Jeruzalem (3-1). Khalaili en Maccabi Haifa stonden in de zomer van 2023 dicht bij een deelname aan de Champions League-groepsfase: na Hamrun Spartans schakelden de Israëliërs achtereenvolgens Sheriff Tiraspol en Slovan Bratislava uit, om vervolgens pas in de play-offronde te sneuvelen tegen BSC Young Boys. Khalaili miste slechts twee van de acht Champions League-voorrondewedstrijden van Maccabi Haifa (de terugwedstrijden tegen Hamrun Spartans en de heenwedstrijd tegen Sheriff Tiraspol). In een Europa League-groep met Stade Rennais, Panathinaikos FC en Villarreal CF eindigde Maccabi Haifa derde, waardoor de club na de jaarwisseling mocht aantreden in de Conference League. Daar was Khalaili goed voor een assist tegen KAA Gent en een doelpunt in beide wedstrijden tegen de latere finalist ACF Fiorentina. Khalaili was dat seizoen ook vaste waarde in de competitie, waarin Maccabi Haifa tweede eindigde. De tiener sloot het seizoen 2023/24 zo af met 50 gespeelde officiële wedstrijden in alle competities.
In juni 2024 ondertekende Khalaili een vierjarig contract bij de Belgische vicekampioen Union Sint-Gillis.

## Clubstatistieken
| Seizoen         | Club              | Land            | Competitie         | Competitie | Competitie | Beker | Beker | Supercup | Supercup | Europees | Europees | Totaal | Totaal |
| Seizoen         | Club              | Land            | Competitie         | Wed.       | Dlp.       | Wed.  | Dlp.  | Wed.     | Dlp.     | Wed.     | Dlp.     | Wed.   | Dlp.   |
| --------------- | ----------------- | --------------- | ------------------ | ---------- | ---------- | ----- | ----- | -------- | -------- | -------- | -------- | ------ | ------ |
| 2021/22         | Maccabi Haifa     | Vlag van Israël | Ligat Ha'Al        | 0          | 0          | 1     | 0     | 0        | 0        | 0        | 0        | 1      | 0      |
| 2022/23         | Maccabi Haifa     | Vlag van Israël | Ligat Ha'Al        | 0          | 0          | 0     | 0     | 0        | 0        | 0        | 0        | 0      | 0      |
| 2023/24         | Maccabi Haifa     | Vlag van Israël | Ligat Ha'Al        | 31         | 8          | 3     | 2     | 1        | 1        | 15       | 3        | 50     | 14     |
| 2023/24         | Union Sint-Gillis | Vlag van België | Jupiler Pro League | 0          | 0          | 0     | 0     | 0        | 0        | 0        | 0        | 0      | 0      |
| Carrière totaal | Carrière totaal   | Carrière totaal | Carrière totaal    | 31         | 8          | 4     | 2     | 1        | 1        | 15       | 3        | 51     | 14     |

Bijgewerkt op 9 juli 2024.

## Interlandcarrière
Khalaili nam in 2023 met Israël –20 deel aan het WK onder 20 in Argentinië. Khalaili speelde hij er zes wedstrijden, enkel in de derde groepswedstrijd tegen Japan bleef hij op de bank. In de achtste finale tegen Oezbekistan scoorde hij in de blessuretijd het enige doelpunt van de wedstrijd, in de kwartfinale scoorde hij het eerste Israëlische doelpunt in de 3-2-zege tegen Brazilië, die weliswaar pas na verlengingen werd bekomen. In de troostfinale tegen Zuid-Korea, die Israël met 3-1 won, was hij goed voor een goal en een assist.
Nog geen maand na het einde van het WK onder 20 nam Khalaili met Israël –21 deel aan het EK onder 21 in Roemenië en Georgië. Op dit toernooi was hij enkel basisspeler tegen Engeland was hij basisspeler, in alle overige wedstrijden (groepswedstrijden tegen Duitsland en Tsjechië, kwartfinale tegen Georgië en halve finale tegen Engeland) was hij invaller.
Op 15 november 2023 maakte Khalaili z'n interlanddebuut voor Israël: in de EK-kwalificatiewedstrijd tegen Zwitserland (1-1-gelijkspel) liet bondscoach Alon Hazan hem in de basis starten. Khalaili kreeg van bondscoach Alon Hazan een basisplaats in de drie laatste kwalificatiewedstrijden voor het EK 2024. Khalaili plaatste zich met zijn land voor de play-offs voor het EK, maar bij zijn vierde A-cap ging Israël met 1-4 de boot in tegen IJsland.
| Interlands van Anan Khalaili | Interlands van Anan Khalaili | Interlands van Anan Khalaili | Interlands van Anan Khalaili | Interlands van Anan Khalaili | Interlands van Anan Khalaili | Interlands van Anan Khalaili |
| No.                          | Datum                        | Wedstrijd                    | Uitslag                      | Soort Wedstrijd              | Doelpunten                   |                              |
| Als speler bij Maccabi Haifa | Als speler bij Maccabi Haifa | Als speler bij Maccabi Haifa | Als speler bij Maccabi Haifa | Als speler bij Maccabi Haifa | Als speler bij Maccabi Haifa | Als speler bij Maccabi Haifa |
| ---------------------------- | ---------------------------- | ---------------------------- | ---------------------------- | ---------------------------- | ---------------------------- | ---------------------------- |
| 1.                           | 15 november 2023             | Israël – Zwitserland         | 1 – 1                        | Kwalificatie EK 2024         | -                            |                              |
| 2.                           | 18 november 2023             | Israël – Roemenië            | 1 – 2                        | Kwalificatie EK 2024         | -                            |                              |
| 3.                           | 21 november 2023             | Andorra – Israël             | 0 – 2                        | Kwalificatie EK 2024         | -                            |                              |
| 4.                           | 21 maart 2024                | Israël – IJsland             | 1 – 4                        | Play-offs EK 2024            | -                            |                              |
| Totaal                       | Totaal                       | Totaal                       | Totaal                       | Totaal                       | -                            |                              |

Bijgewerkt tot 9 juli 2024
1 Chambaere ·
4 Rasmussen ·
5 Mac Allister ·
6 Van De Perre ·
7 Kabangu ·
8 Lazare ·
9 Ivanović ·
10 El Hadj ·
11 Teklab ·
12 David ·
13 Rodríguez ·
14 Imbrechts ·
15 Traoré ·
16 Burgess ·
19 François ·
21 Castro-Montes ·
23 Boufal ·
24 Vanhoutte ·
25 Khalaili ·
26 Sykes ·
27 Sadiki ·
28 Machida ·
48 Leysen ·
49 Moris  ·
77 Fuseini ·
85 Dony ·
Coach: Pocognoli
· Assistent-coach: Meert
· Assistent-coach: Kopyt
· Keeperstrainer: Hermans